# Србизација
Србизација је процес културне и националне асимилације несрпског живља од стране Срба. Она се састоји у преузимању битних обележја српског народа, као што су српско име, српско презиме, српски језик и српска православна вероисповест.
Посрбљавање је у основи спонтан асимилацијски процес који је од настанка Кнежевине Србије захватао мањинске народе у њеним границама (Бугаре, Влахе, Цинцаре, Албанце).
У појединим периодима српске историје (нпр. у Краљевини Југославији) било је покушаја србизације.
Понекад је србизација мали покушај у односу на десрбизацију, тако је нпр. Космет био систематски десрбизован, да је само у 18. и 19. веку исељено око 500.000 Срба.

## Појам
Појмови србити и србљење се први пут помињу у Српском рјечнику Вука Стефановића Караџића из 1818. године, у значењу прихватања српства, постајања Србином.

## Србизација у Македонији
По прикључењу области Вардарске Македоније Краљевини Србији (касније Краљевини Срба, Хрвата и Словенаца), становништво Македоније наклоњено Бугарима је било суочено са политиком присилне србизације. 19. септембра 1919. године Цариградска патријаршија је за 800.000 франака уступила јурисдикцију над православним верницима вардарске Македоније Српској православној цркви. Православни Македонци, касније под комунистима признати као засебна "политичка нација", су на пописима становништва Краљевине Југославије третирани као Срби. Политика србизација је укључивала и промену презимена (нпр. Петров и Попов у Петровић и Поповић). Област Македоније је у Краљевини Југославији називана „Јужном Србијом“ (неслужбено) или „Вардарском бановином“ (службено). Српски географи нису могли да се сложе по питању границе између Јужне Србије и Македоније. Она би као природна међа, делила садашњу територију Македоније на пола. Према наводима Македонског дела, часописа Унутрашње македонске револуционарне организације, након стварања Краљевине Срба, Хрвата и Словенаца, у македонским школама је такође спровођена систематска политика денационализације и србизације македонског становништва, наклоњеног бугарској идеји. У листу „Балканска федерација“ из 1930. године, који је издавала Балканска комунистичка федерација у Бечу, преноси се текст Димитрија Влахова о прогону бугарског становништа у Македонији, који тврди да је београдска влада наметала лингвистичку политику србизације у Македонији. Говорни језик македонских Словена службено је сматран дијалектом српскохрватског језика. Притом, овај јужни дијалекат је потискиван образовањем, војском и другим средствима, а његова употреба је била кажњива.

## Србизација Косова
Коста Новаковић (1866—1938), српски политичар и публициста, као војник српског експедиционог корпуса у Првом балканском рату сведочи о насилној „колонизацији и србизацији Косова“, која се спроводила по прикључењу крајева насељених Албанцима Србији. Јован Цвијић наводи податак да је од 1876. до ослобођења са територија "Старе Србије" насилно расељено 150.000 Срба и уместо њих су насељени албански колонисти. Само у 18. и 19. веку из Старе Србије (која обухвата Космет) исељено је око 500.000 Срба. У новој држави, албанска насеља су била преименована српским називима (нпр. Феризовић у Урошевац), а Албанцима је било забрањено да се школују на свом језику. Након рата, београдска влада је започела опсежан програм колонизације Косова, дајући предност Србима (и из Србије и из Црне Горе), посебно бившим војницима или припадницима четничких одреда. За српске националисте, србизација Косова је значила насељавање Срба и прогон косовских Албанаца, како би се умањила њихова демографска предност и како би се промениле последице турске владавине, за време које је вршена албанизација простора Косова и Метохије и насилно протеривање српског становништва. Др Васо Чубриловић, српски академик и историчар, 1937. године је написао меморандум „Исељавање Арнаута“, којим предвиђа етничко чишћење Косова и Метохије од Албанаца.

## Србизација Влаха
Српски историчар Иларион Руварац спомиње посрбљене Влахе у Србији крајем 19. и почетком 20. века. У данашње време, поједини представници Влаха, који се на свом језику називају Rumâni (Румањи), уопште не прихватају назив Власи, тврдећи да су сви они Румуни који су у Тимочкој Крајини изложени „нечувеној асимилацији и србизацији“. Међутим, други представници Влаха оповргавају овакве тврдње, наглашавајући влашку аутентичност и сматрајући да је сврставање Влаха у Румуне заправо покушај румунизације.

## Познате добровољно посрбљене личности
- Конда Бимбаша (1783—1807), учесник Првог српског устанка, цинцарског порекла.
- Јован Стерија Поповић (1806—1856), српски књижевник цинцарског порекла.[19]
- Игњат Сопрон [] (1820—1894), српски новинар, издавач и штампар аустријског порекла.[20]
- Павле Јуришић Штурм (1848—1922), генерал и ратни херој, лужичкосрпског порекла.
- Ђорђе Вајферт (1850—1937), српски индустријалац немачког порекла.[21]
- Лазар Пачу (1855—1915), српски политичар цинцарског порекла.[19]
- Бранислав Нушић (рођен као Алкибијад Нуша; цинц. Alchiviadi al Nuşa) (1864—1938), српски писац цинцарског порекла.[19]
- Станислав Винавер (1891—1955), српски песник и преводилац јеврејског порекла.[22]
- Јара Рибникар (девојачко Хајек; чеш. Hájek) (1912—2007), српска књижевница, партизанка и политичарка[23] чешког порекла.
- Звонимир Вучковић (презиме по рођењу Пркић; хрв. Prkić) (1916—2004), четнички војвода хрватског порекла.[24]
- Михајло Бата Паскаљевић (презиме по рођењу Паскаљ) (1923—2004), српски глумац[25] грчког порекла.[26]
- Радомир Шапер (1925—1998), српски кошаркаш, професор и политичар грчко[27] цинцарског порекла.[28]
- Оља Ивањицки (рус. О́льга Васи́льевна Ивани́цкая) (1931—2009), српска сликарка и вајарка[29] руског порекла.
- Ташко Начић (1934—1993), српски глумац[30] цинцарског порекла.[19]
- Лидија Пилипенко (1938—2020), српска примабалерина[31] украјинског порекла.[32]
- Дарко В. Рибникар (1939—2021), генерални директор Политике (2000—2005), српски новинар[33] словеначког порекла.
- Тома Фила (1941), српски адвокат[34] цинцарског порекла.[19]
- Леон Којен (1945), српски филозоф, теоретичар књижевности и политичар[35] јеврејског порекла.
- Мерима Његомир (девојачко Куртиш) (1953), српска певачица[36][37] албанског порекла.
- Изворинка Милошевић (рођена као Фунтињора Фунта Лунга) (1954), српска певачица[38] влашког порекла.
- Зорица Брунцлик (1955), српска певачица чешког[39] или словачког порекла.[40]
- Ашхен Атаљанц (1971), српска балерина јерменског порекла.[41]
- Емир Кустурица (1954), српски редитељ, сценариста и музичар, бошњак српског[42]порекла, који се вратио "прадедовој вери", те се крстио и добио име Немања Кустурица.
- Никола Пашић (1854), српски политичар бугарског порекла[43]
- Јосиф Панчић (1814), српски лекар, биолог и професор буњевачког порекла[44]
- Золтан Дани (1956), српски пилот мађарског порекла[45]
- Ференц Тот (1979), српски војник са Кошара мађарског порекла[46]
- Франко Симатовић (1950), српски обавештајац, хрватског и црногорског порекла[47]
- Васко Попа (1922), српски песник и академик румунског порекла[48]
- Александар Цинцар Марковић (1989), српски политичар цинцарског порекла[49]
- Петар Ичко (1755), српски и османски дипломата, цинцарског порекла[50]
- Марко Леко (1853), српски академик и председник Црвеног крста, цинцарског порекла[51]
- Игњат Бајлони (1811), српски пивар и предузетник чешког порекла[51]
- Геца Кон (1873), српски књижар и издавач, мађарског и јеврејског ашкенатског порекла[51]
- Миша Анастасијевић (1803), српски цинцарског порекла[51]